# Sos del Rey Católico (kommunhuvudort)
Sos del Rey Católico (baskiska: Sause) är en kommunhuvudort i Spanien.   Den ligger i provinsen Provincia de Zaragoza och regionen Aragonien, i den nordöstra delen av landet, 300 km nordost om huvudstaden Madrid. Sos del Rey Católico ligger 634 meter över havet och antalet invånare är 737.
Terrängen runt Sos del Rey Católico är kuperad åt sydost, men åt nordväst är den platt. Runt Sos del Rey Católico är det mycket glesbefolkat, med 3 invånare per kvadratkilometer. Närmaste större samhälle är Sangüesa, 10,3 km nordväst om Sos del Rey Católico. I omgivningarna runt Sos del Rey Católico växer i huvudsak blandskog.